# Chimeneas (kommunhuvudort)
Chimeneas är en kommunhuvudort i Spanien.   Den ligger i provinsen Provincia de Granada och regionen Andalusien, i den södra delen av landet, 400 km söder om huvudstaden Madrid. Chimeneas ligger 699 meter över havet och antalet invånare är 1 472.
Terrängen runt Chimeneas är platt norrut, men söderut är den kuperad. Terrängen runt Chimeneas sluttar norrut. Runt Chimeneas är det ganska tätbefolkat, med 58 invånare per kvadratkilometer. Närmaste större samhälle är Santafé, 11,1 km nordost om Chimeneas. Trakten runt Chimeneas består till största delen av jordbruksmark.